# Psychonoctua terrafirma
Psychonoctua terrafirma is een vlinder uit de familie van de Houtboorders (Cossidae). De wetenschappelijke naam van de soort werd voor het eerst gepubliceerd in 1911 door William Schaus.

## Verspreiding
De soort komt voor in Costa Rica en Panama.

## Ondersoorten
- Psychonoctua terrafirma terrafirma (Costa Rica)
- Psychonoctua terrafirma nullifer (Panama)
  - = Psychonoctua nullifer Dyar, 1914
    - = Xyleutes terrafirma Schaus